# 长吸盘属
长吸盘属（学名：Longitrema）为枝腺科的一个属。

## 下属物种
本属包括以下物种：
- 杭州长吸盘吸虫 Longilrema hangzhouensis [2]